# Ánfora de Nola

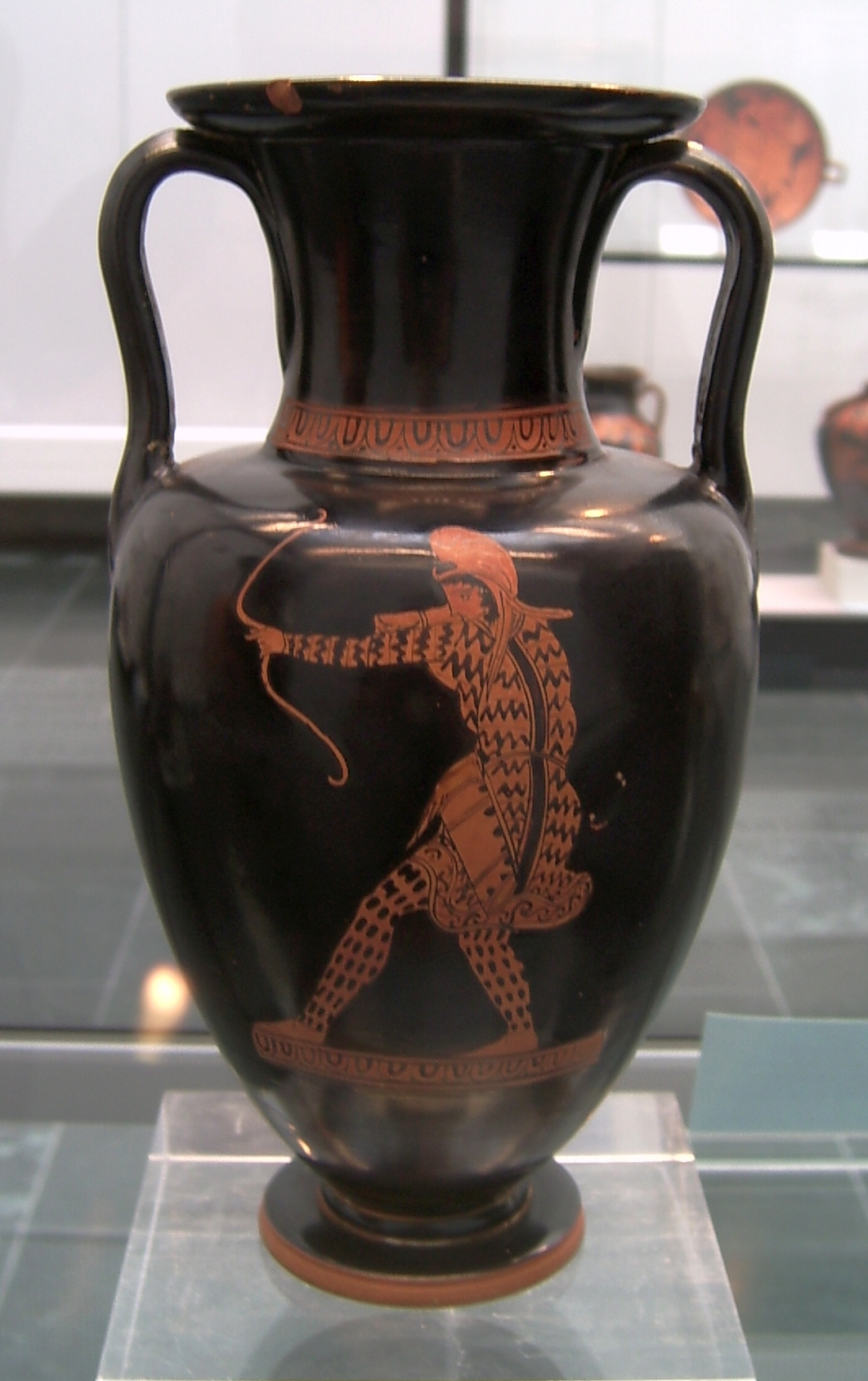
Ánfora de Nola de figuras rojas.

La ánfora de Nola es una variante de la ánfora, un artefacto común de la cerámica griega y romana. Las ánforas de Nola se caracterizan por un cuello más largo y estrecho que en las ánforas de cuello tradicionales, junto con asas acanaladas que unen la pieza en la base del cuello. Reciben su nombre por el sitio arqueológico de Nola, Italia, donde se ha desenterrado una abundancia de estos vasos.

## Orígenes históricos
Se cree que la forma y estilo distintivos de la ánfora de Nola surgió de dos estilos de la antigua cerámica ática de figuras negras: la ánfora de panel de figura negra y la ánfora de cuerpo rojo. Se ha teorizado que la primera es la predecesora más cercana de la forma de Nola, dado que tiene tanto el cuello alargado de la ánfora de cuerpo rojo como el tamaño más pequeño asociado con las ánforas de Nola. Los vasos de Nolan, sin embargo, no siempre tienen las palmetas decoradas características de las ánforas de panel de figuras negras.
Tanto las ánforas de cuello de figuras negras como las de figuras rojas fueron creadas por primera vez en Atenas, con raíces en los vasos protoáticos. Las ánforas de Nola se caracterizan casi exclusivamente por su ornamentación de figuras rojas. El estilo se habría difundido por toda Grecia, Italia y, más tarde, el Imperio romano a través del comercio con los artesanos griegos, en particular los atenienses. Se sabe que los primeros ejemplares de estos vasos fueron creados para el comercio en los mercados etruscos.

## Galería

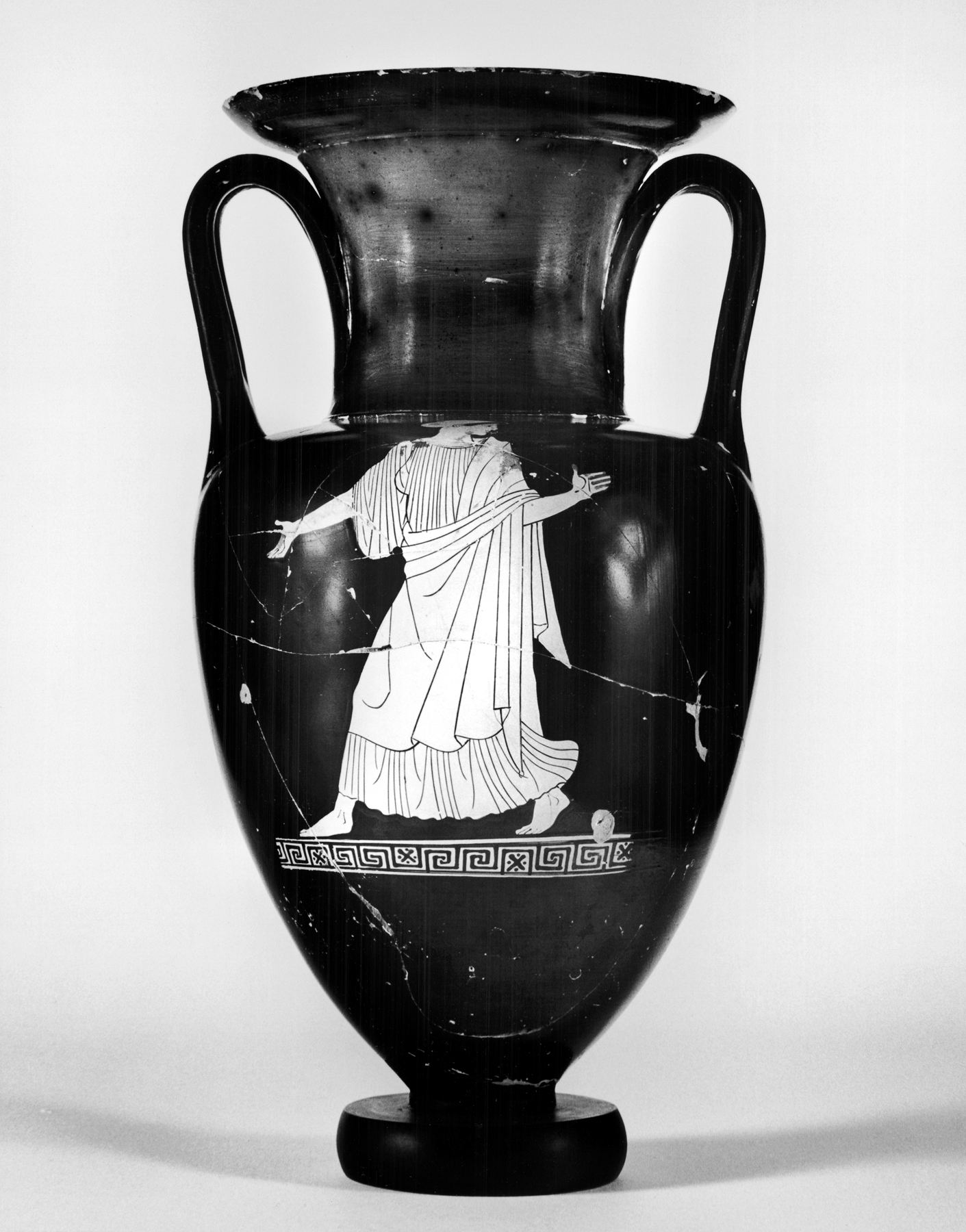
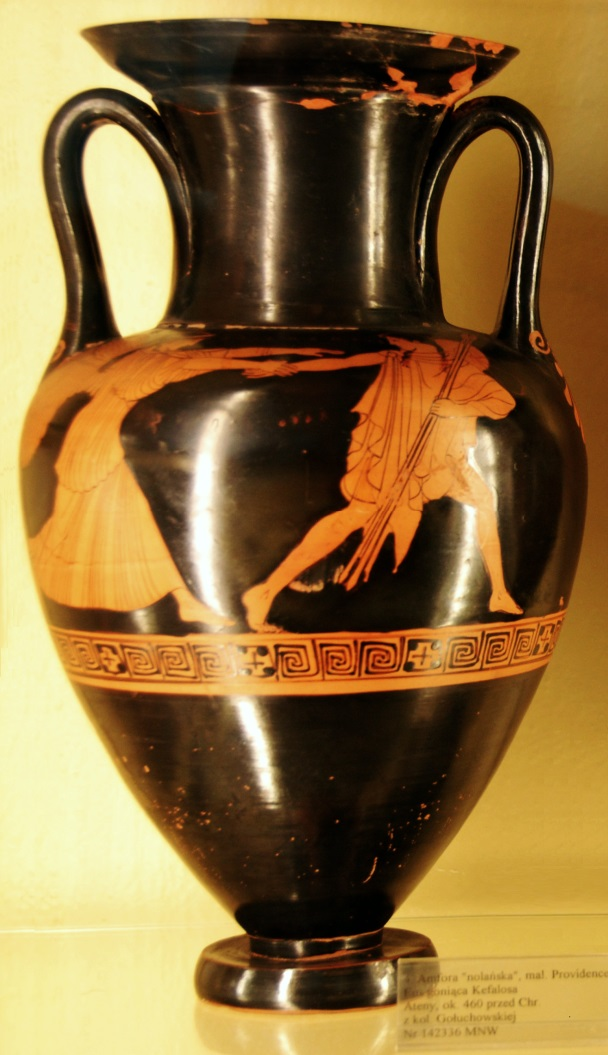
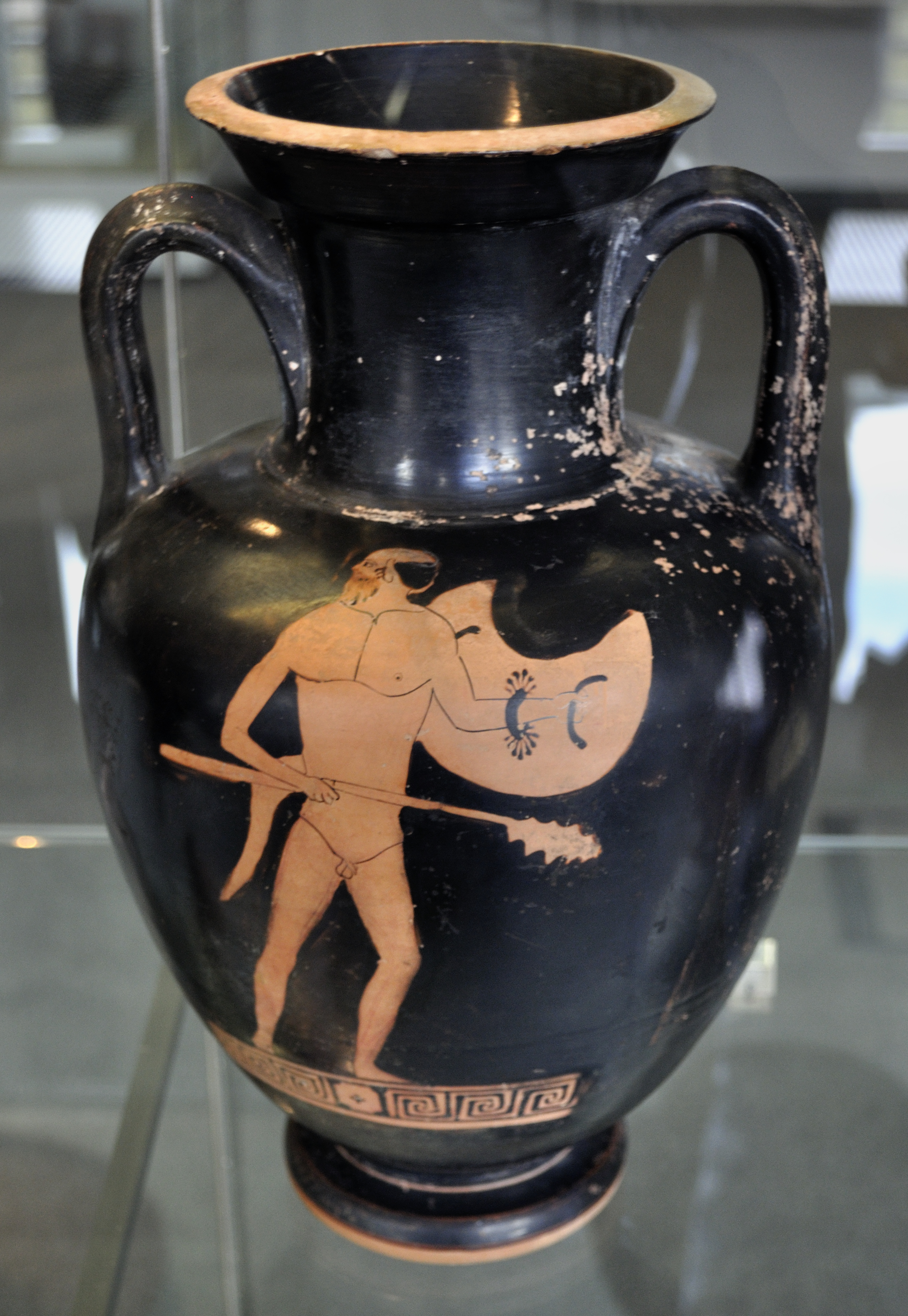
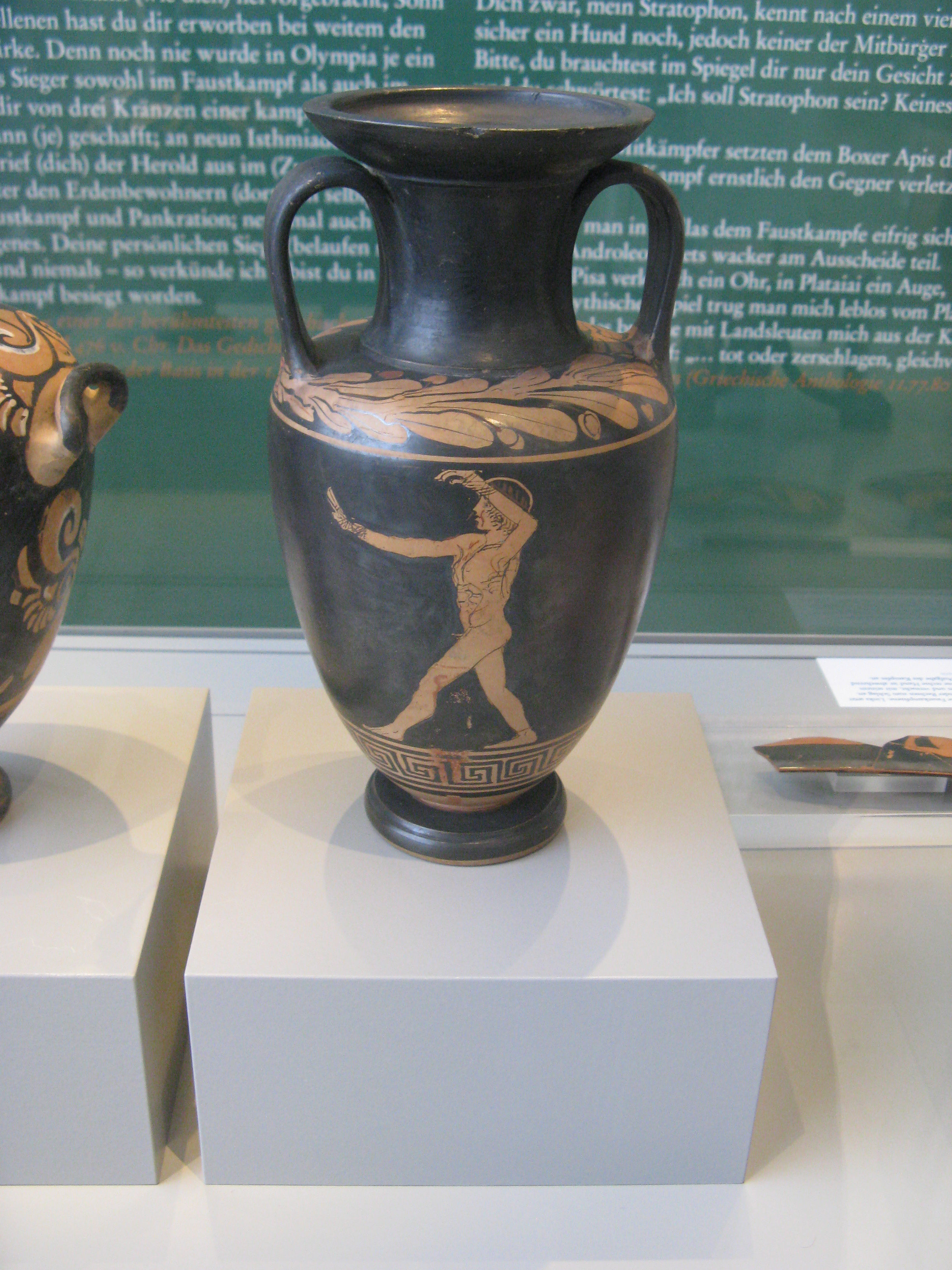
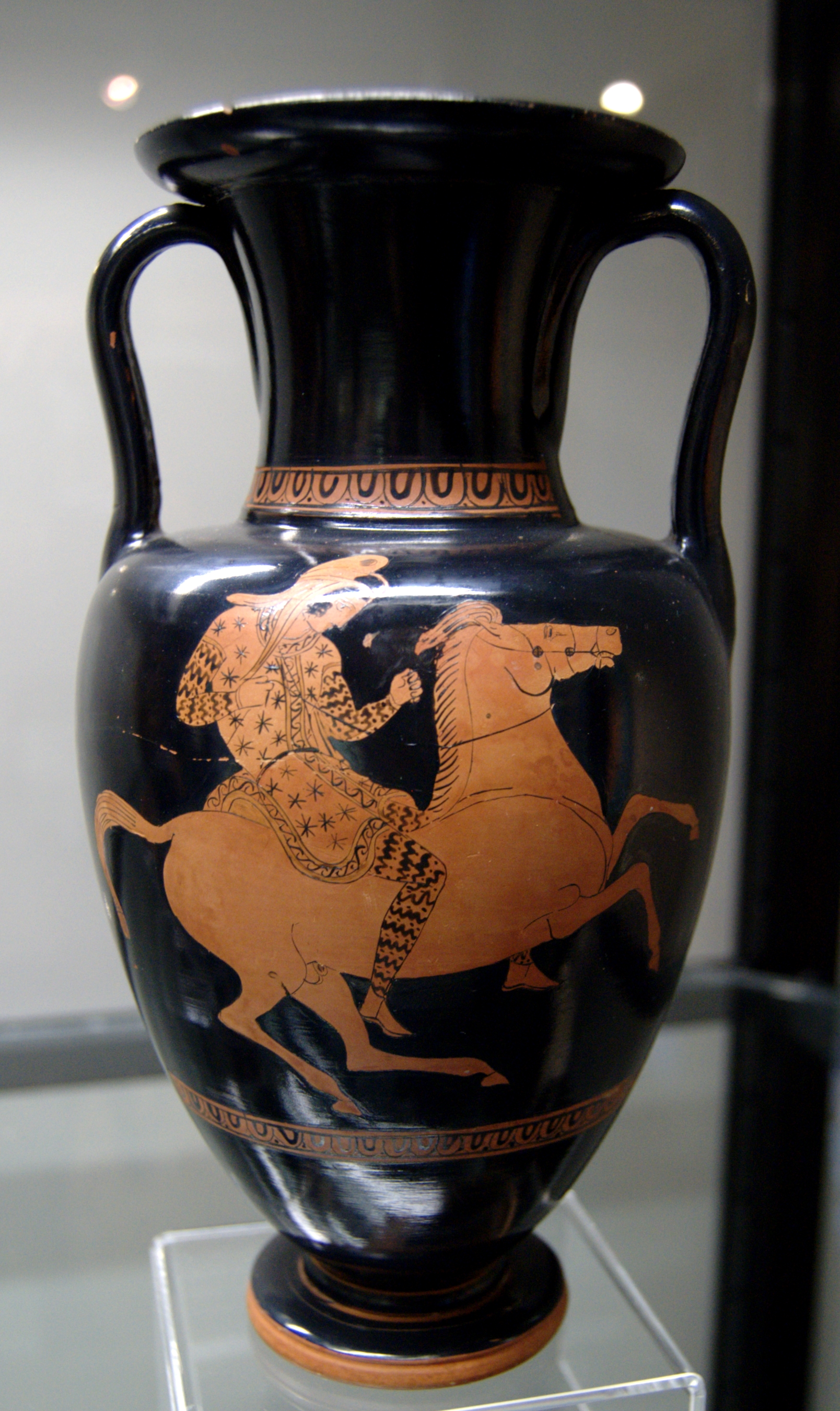
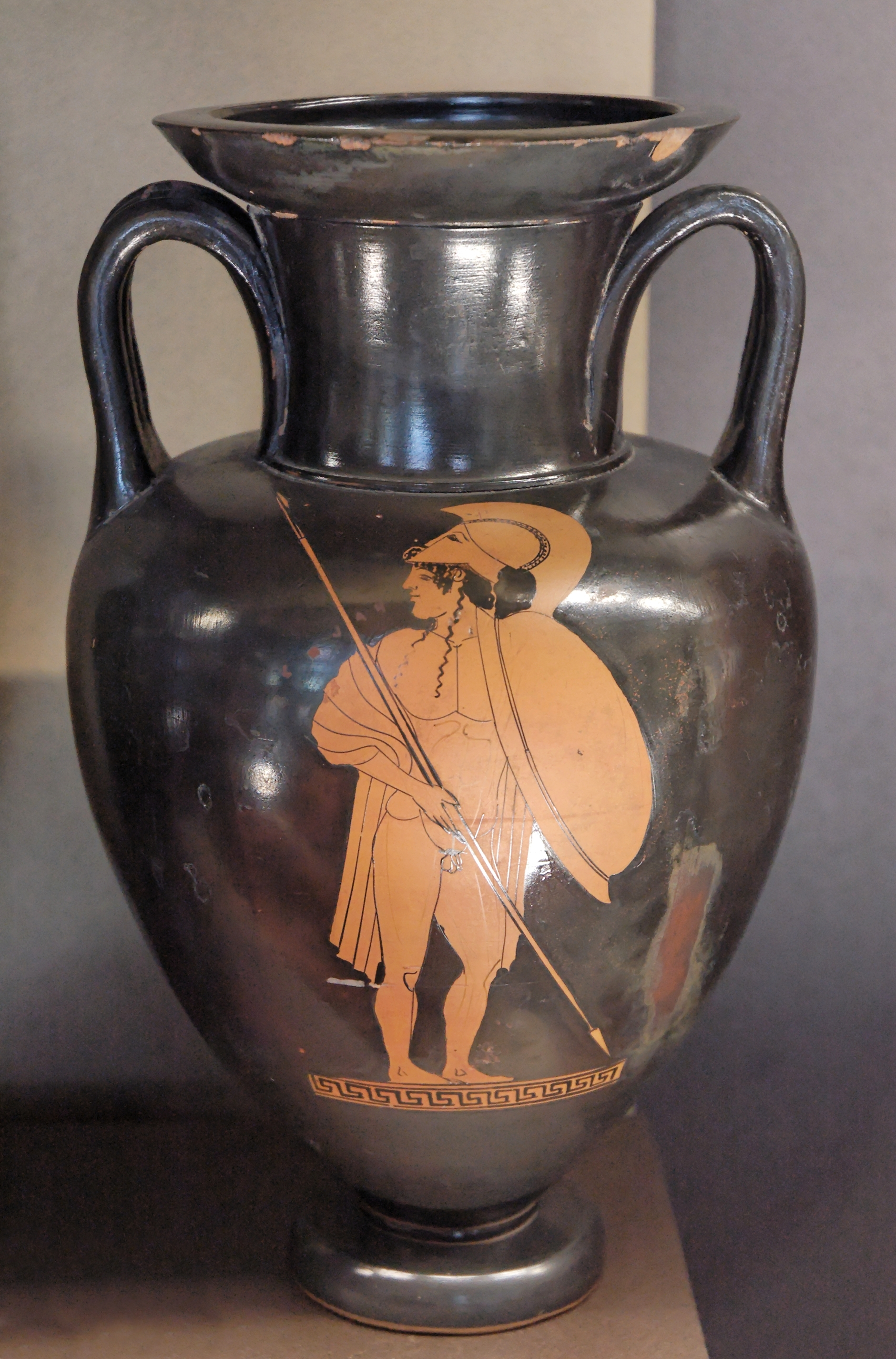
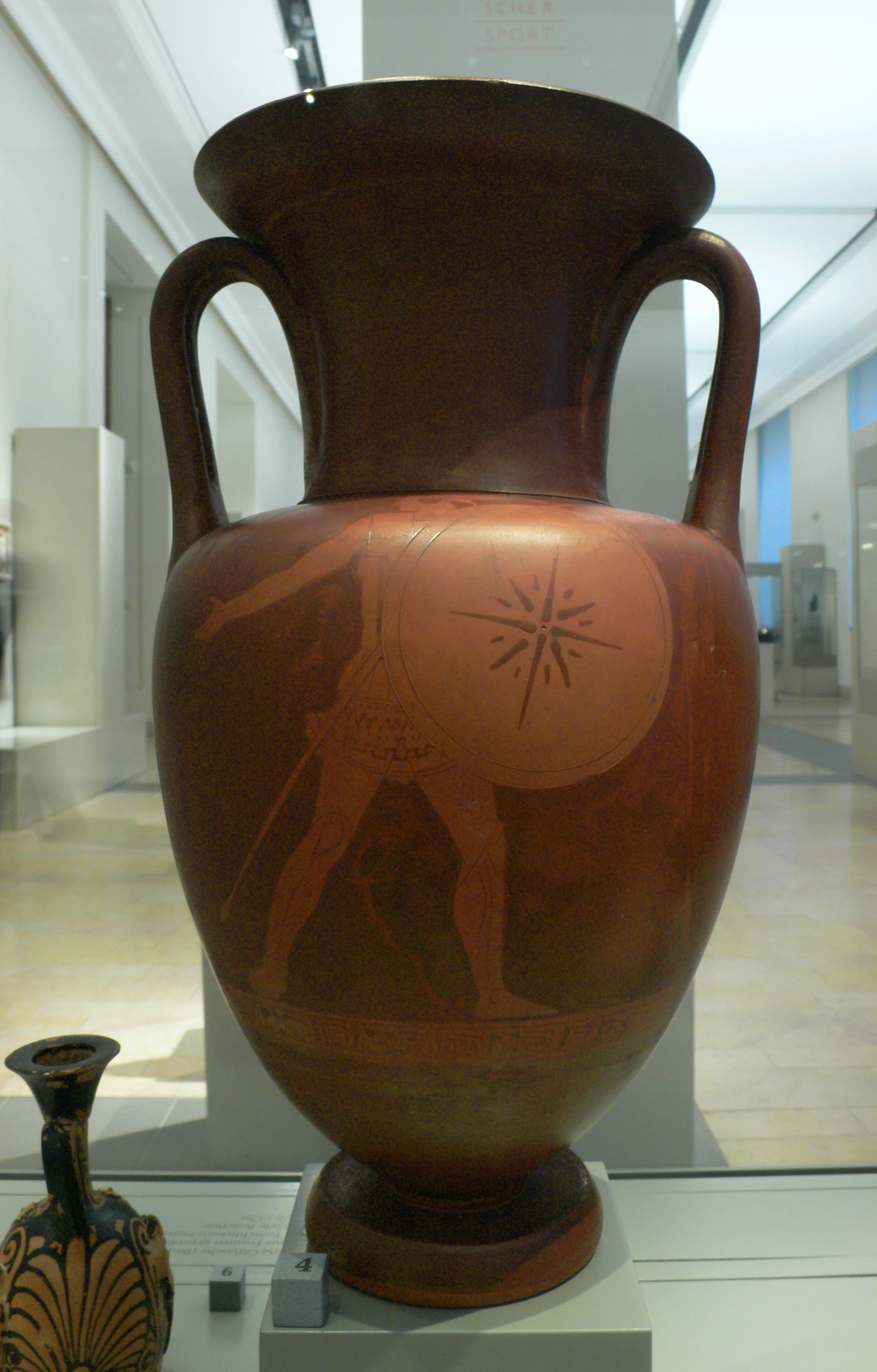